# 伊尔玛利宁

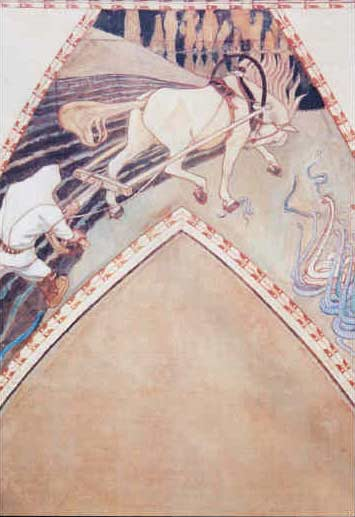
阿克塞利·加伦-卡勒拉创作的壁画草稿《伊尔玛利宁在布满毒蛇的田野里犁田》

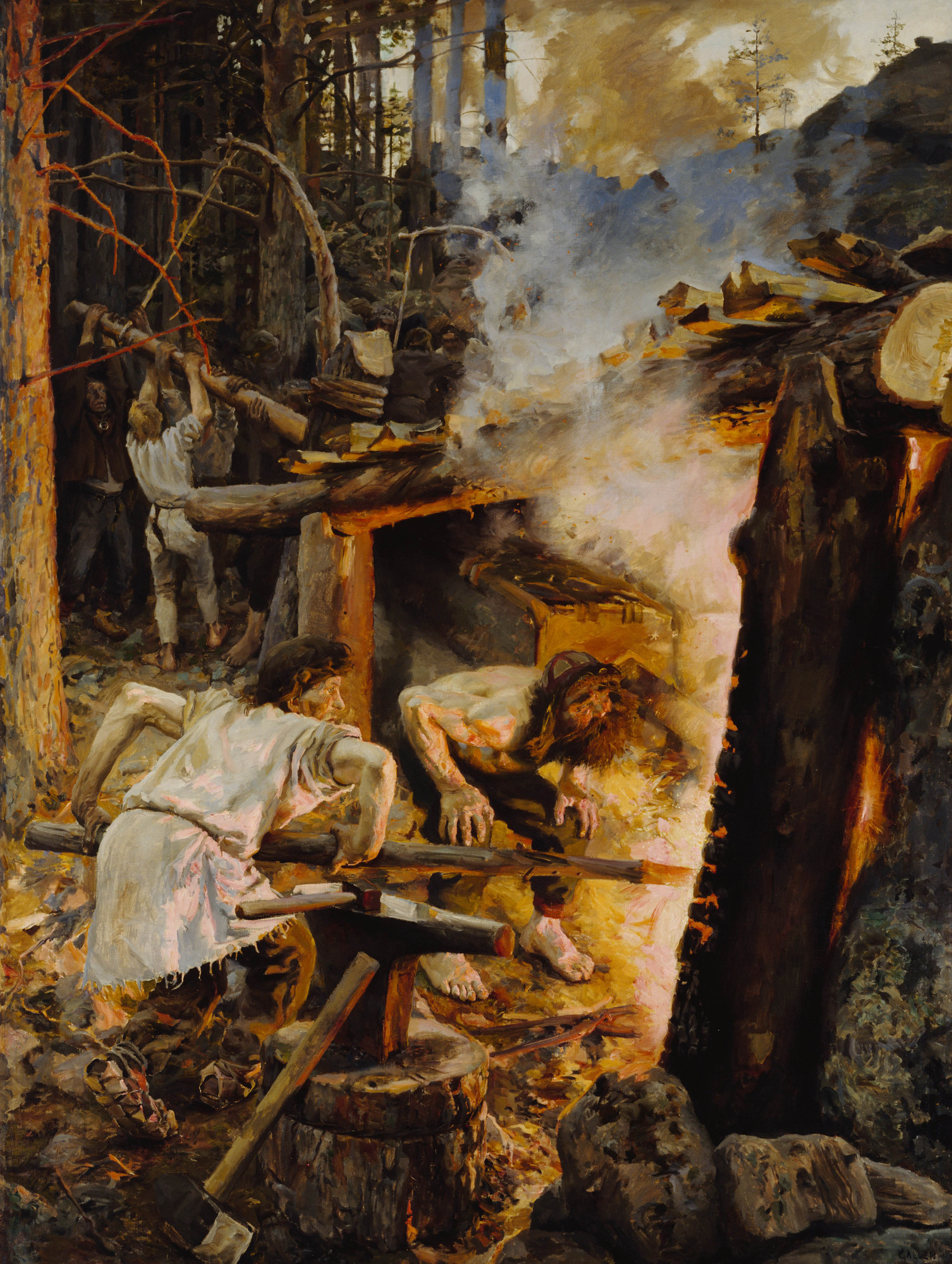
阿克塞利·加伦-卡勒拉创作的油画《锻造三宝磨》

伊尔玛利宁（芬蘭語：Ilmarinen），芬兰民族史诗《卡勒瓦拉》中的铁匠及发明家，是芬兰神话中一位英雄和能力超常的技工。他是永生不死的，且善于制作几乎任何东西，但他在爱情上非常不幸。据称他懂得用当时已知的金属如黄铜、纯铜、铁、金和银来制作东西。伊尔玛利宁最富成就的作品为制作天穹和锻造三宝磨。在《卡勒瓦拉》中他的别名或称号是，为“铁匠”诗化后的单词，也是芬兰前名“塞波”（Seppo）的来源。

## 备注
在孙用的中文《卡勒瓦拉》译本（1985年）里，译为“伊尔玛利宁”。《世界神话辞典》里译为“伊尔马里能”。《世界人名翻译大辞典》里作为现代芬兰人名时译为“伊尔马里宁”。